# Marcelo Filippini
Marcelo Filippini (* 4. August 1967 in Montevideo) ist ein ehemaliger uruguayischer Tennisspieler.

## Leben
Filippini wurde 1987 Tennisprofi und konnte im darauf folgenden Jahr in Båstad sein erstes Turnier auf der ATP Tour gewinnen. Zudem siegte er an der Seite von Carlos di Laura beim Turnier in Palermo. 1989 gewann er in Prag seinen zweiten Einzeltitel.
1990 war sein erfolgreichstes Jahr; er war Finalist in Itaparica und erreichte in Båstad, Sanremo und San Marino jeweils das Halbfinale. Obwohl er keinen Turniersieg verbuchen konnte, erreichte er mit Position 30 seine höchste Notierung in der Weltrangliste. 1996 spielte er beim Turnier in Casablanca gegen Alberto Berasategui eines der längsten Spiele in der Geschichte der ATP World Tour; es ging 20-mal über Einstand und dauerte insgesamt 28 Minuten.
Filippini gewann fünf ATP-Einzeltitel, weitere fünf Mal stand er in einem Finale. Zudem siegte er bei drei Doppelturnieren. Sein bestes Abschneiden bei einem Grand-Slam-Turnier im Einzel erzielte er 1999 bei den French Open mit dem Erreichen des Viertelfinales. Als Qualifikant besiegte er unter anderem Greg Rusedski, bevor er dem späteren Champion Andre Agassi unterlag.
Filippini spielte zwischen 1985 und 2001 für die uruguayische Davis-Cup-Mannschaft. Seine Bilanz: 31:22 im Einzel sowie 11:14 im Doppel. Dreimal konnte er mit Uruguay die erste Runde der Weltgruppe erreichen; 1990 schied das Team gegen Mexiko, 1992 gegen die Niederlande und 1994 gegen Österreich aus.
Bei den Südamerikaspielen 1986 in Chile gewann er Bronze im Einzel und Gold im Doppel an der Seite von Nicolás Zurmendi. 1995 vertrat er sein Heimatland bei den Panamerikanischen Spielen in Mar del Plata und gewann die Silbermedaille. Auch an den Olympischen Spielen 1996 in Atlanta nahm er teil; er war dort Uruguays Fahnenträger bei der Eröffnungsfeier, im Wettbewerb unterlag er in der zweiten Runde Renzo Furlan.

## Erfolge
| Legende (Anzahl der Siege)                             |
| Grand Slam                                             |
| Tennis Masters Cup                                     |
| Championship Series, Single Week Mercedes-Benz Super 9 |
| ATP Championship Series ATP International Series Gold  |
| ATP World Series ATP International Series (8)          |

| Titel nach Belag |
| Hartplatz (0)    |
| Sand (8)         |
| Rasen (0)        |
| Teppich (0)      |

### Einzel

#### Turniersiege
| Nr. | Datum           | Turnier    | Belag | Finalgegner           | Ergebnis      |
| --- | --------------- | ---------- | ----- | --------------------- | ------------- |
| 1.  | 17. Juli 1988   | Båstad     | Sand  | Francesco Cancellotti | 2:6, 6:4, 6:4 |
| 2.  | 13. August 1989 | Prag       | Sand  | Horst Skoff           | 7:5, 7:64     |
| 3.  | 12. Juni 1994   | Florenz    | Sand  | Richard Fromberg      | 3:6, 6:3, 6:3 |
| 4.  | 4. Mai 1997     | Atlanta    | Sand  | Jason Stoltenberg     | 7:62, 6:4     |
| 5.  | 25. Mai 1997    | St. Pölten | Sand  | Patrick Rafter        | 7:62, 6:2     |

#### Finalteilnahmen
| Nr. | Datum              | Turnier   | Belag     | Finalgegner        | Ergebnis       |
| --- | ------------------ | --------- | --------- | ------------------ | -------------- |
| 1.  | 25. September 1988 | Bari      | Sand      | Thomas Muster      | 6:2, 1:6, 5:7  |
| 2.  | 11. November 1990  | Itaparica | Hartplatz | Mats Wilander      | 1:6, 2:6       |
| 3.  | 5. Mai 1991        | Madrid    | Sand      | Jordi Arrese       | 2:6, 4:6       |
| 4.  | 28. Mai 1995       | Bologna   | Sand      | Marcelo Ríos       | 2:6, 4:6       |
| 5.  | 21. April 1996     | Bermuda   | Sand      | MaliVai Washington | 7:66, 4:6, 5:7 |

### Doppel

#### Turniersiege
| Nr. | Datum            | Turnier    | Belag | Partner         | Finalgegner                         | Ergebnis      |
| --- | ---------------- | ---------- | ----- | --------------- | ----------------------------------- | ------------- |
| 1.  | 2. Oktober 1988  | Palermo    | Sand  | Carlos di Laura | Alberto Mancini Christian Miniussi  | 6:2, 6:0      |
| 2.  | 14. Juni 1992    | Florenz    | Sand  | Luiz Mattar     | Royce Deppe Brent Haygarth          | 6:4, 6:7, 6:4 |
| 3.  | 6. November 1994 | Montevideo | Sand  | Luiz Mattar     | Sergio Casal Emilio Sánchez Vicario | 7:6, 6:4      |

#### Finalteilnahmen
| Nr. | Datum             | Turnier | Belag | Partner         | Finalgegner                    | Ergebnis |
| --- | ----------------- | ------- | ----- | --------------- | ------------------------------ | -------- |
| 1.  | 22 April. 1990    | Nizza   | Sand  | Horst Skoff     | Alberto Mancini Yannick Noah   | 4:6, 6:7 |
| 2.  | 11. November 1992 | Athen   | Sand  | Mark Koevermans | Tomás Carbonell Francisco Roig | 3:6, 4:6 |